# 하리마시모사토역
하리마시모사토역(일본어: 播磨下里駅)은 일본 효고현 가사이시에 위치한 호조 철도 호조 선의 철도역이다. 기본적으로 무인역이지만, 특정의 날을 사원 "시모사토시안"으로 역 사무실을 개방하였으며 이 날만큼은 관리를 수탁한 주지가 봉사 역장으로 승차권 임시 위탁 발매를 실시한다.
2006년, 호조 철도가 활성화된 무인역 황폐 방지로 인하여 봉사 역장을 제정한다. 공모에 의한 철도 취미의 한 스님이 응모해서, 역과 사원을 통합한 하리시안을 개설하였다.
2012년 8월, 지방 기업의 무상 노동 봉사와 기부금 기부에 의하여 최신식 다목적 화장실과 역전 주차장이 정비되었다. 또한, 역 플랫폼 상에 석정이 정비되었다.

## 역사
- 1917년 8월 14일: 반슈 철도 반테쓰 오지 역으로 영업 개시, 여객 및 화물 취급 개시.
- 1943년 6월 1일: 하리마시모사토 역으로 역명 변경.
- 1962년 3월 1일: 화물 취급 폐지.
- 1985년 4월 1일: 호조 철도의 역이 됨.
- 2006년 6월: 역 사무실을 사원 "하리시안"으로 특정일에 위탁 영업 개시.
- 2012년 8월 10일: 최신식 다목적 화장실, 역전 주차장, 석정이 정비됨.

## 역 구조
단선 승강장 1면 1선의 지상역이다. 선로 북동쪽 방향에 목조의 역사가 존재하고, 역사는 1918년에 건설된 것이다. 본 역사와 플랫폼에 대한 문화 심의회는 2013년 11월에 등록 유형 문화재로 답신을 문부과학대신에 답신하였다.

## 역 주변
- 후루봇케 자연공원 - 후루봇케지, 오야나기 댐
- 시모사토 강
- 시모사토 우체국
- 가사이 시립 젠보 중학교
- 가사이 시립 시모사토 초등학교
- 홋케 산 이치조지

## 인접역
| 호조 철도 호조 선  | 호조 철도 호조 선 | 호조 철도 호조 선  |
| ------------------ | ----------------- | ------------------ |
| 홋케구치 아오 방면 |                   | 오사 호조마치 방면 |